# Prušánka
Prušánka je nížinný potok tekoucí okresy Hodonín a Břeclav v Jihomoravském kraji, největší z pravých přítoků Kyjovky. Je dlouhá 24,7 km a povodí má plochu asi 93 km².

## Průběh toku
Pramení v Kyjovské pahorkatině na východním úbočí Kobylího vrchu, v nadmořské výšce asi 230 m. Zprvu teče k jihu, první obcí na toku jsou Čejkovice. Níže napájí vodní nádrž Velký Bílovec ležící mezi velkobílovickými vinicemi. Pak teče přes Moravský Žižkov (zde plní Žižkovský rybník) a velkým obloukem se obrací k východu. Protéká Prušánkami, podle nichž se jmenuje, a stáčí se dále k severovýchodu přes Josefov a Dolní Bojanovice, kde se opět vrací k východnímu směru. Uprostřed kaskády Hodonínských rybníků ústí zprava do Kyjovky.

### Obce na toku
Čejkovice, Moravský Žižkov, Prušánky, Josefov, Dolní Bojanovice

### Přítoky
- zleva: Lučnice, Hrabínková stružka
- zprava: Vrbičanka